# Le Roi et le Batelier

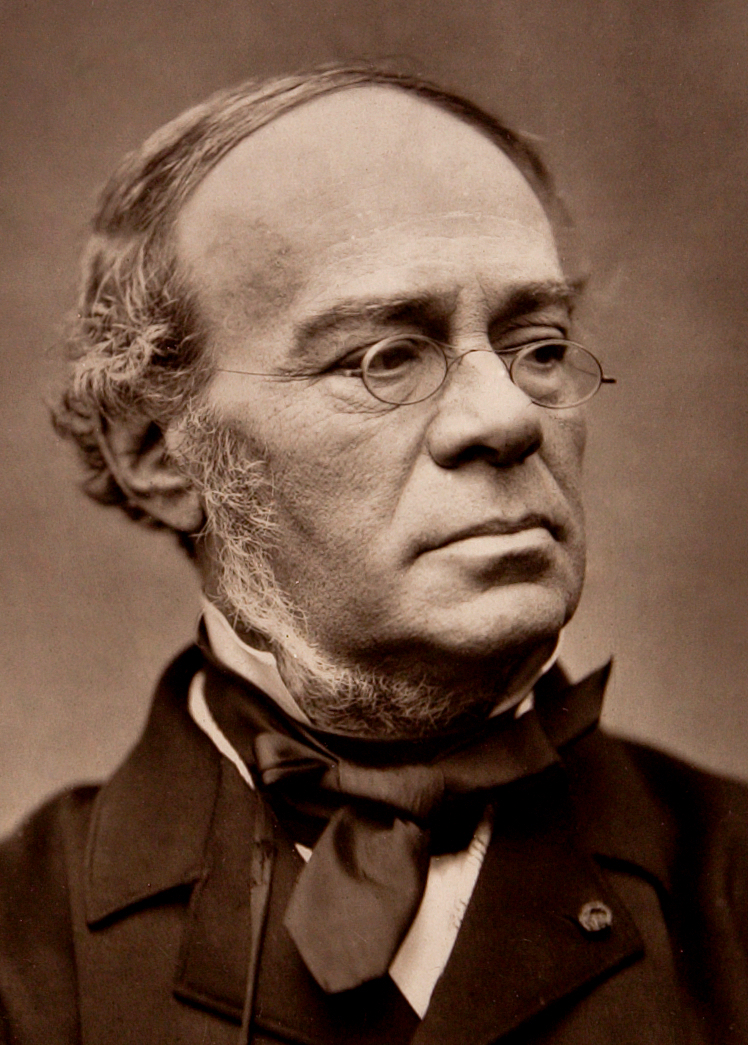
Fromental Halévy

Le Roi et le batelier (Kungen och skepparen) är en opéra comique i en akt med musik av Jacques Fromental Halévy och Victor Rifaut, till ett libretto av Saint-Georges. Den hade premiär den 8 november 1827 på Opéra Comique i Paris.

## Historia
Le Roi et le batelier var den andra av Halévys operaverk som uppfördes offentligt. Musiken skrevs i samarbete med Victor Rifaut, som hade vunnit Rompriset 1821, två år efter att Halévy själv fick det. Premiären ägde rum på kung Karl X:s födelsedag och några avsiktligt smickrande jämförelser med operans hjälte Henrik IV undgick ingen. Operan framfördes tretton gånger och har sedan dess aldrig spelats mer.
En samtida recension i den engelska tidskriften The Harmonicon noterade att operan:
kan skryta med en hel rad av intressanta nummer, särskilt förspelet, en kvartett, en trio, fångkören och en förtjusande duett utsökt utfört av Ferréol och Mademoiselle Pradher.

## Personer[2]
| Roller                                   | Stämma | Premiärbesättning den 3 november 1827 (Dirigent: - ) |
| ---------------------------------------- | ------ | ---------------------------------------------------- |
| Henri IV                                 |        | Louis-Augustin Lemonnier                             |
| Duc de Bellegarde                        | tenor  | Lefeuillade                                          |
| Claude, en skeppare                      |        | Jules Vizentini                                      |
| André, en soldat, förlovad med Georgette |        | Louis Second Féréol                                  |
| Gabrielle, Claudes hustru                |        | Juliette Boulanger                                   |
| Georgette, Gabrielles syster             |        | Félicité Pradher                                     |
| Kör: Fångar, soldater, bönder            |        |                                                      |

## Handling
Tid: 1594:
Plats: Paris.
Henri IV försöker inta Paris utan strid. Utklädd till soldat övertalar han skepparen Claude att föra honom över floden Seine. "Soldaten" låtsas smuggla förnödenheter in i den belägrade staden, men för in hela sin armé. Paris intas fredligt och invånarna gläds över kungens lyckade operation.